# David Riazànov
David Riazànov (rus: Дави́д Ряза́нов), nascut David Boríssovitx Goldendach (rus: Дави́д Бори́сович Гольдендах), (Odessa, 10 de març de 1870 - 21 de gener de 1938), va ser un polític revolucionari, teòric marxista i arxiver. Riazànov va ser el fundador de l'Institut Marx-Engels i l'editor del primer intent a gran escala de publicar les obres completes dels fundadors del moviment socialista modern. Va ser una víctima destacada de la "Gran Purga" estalinista de finals dels anys trenta.

## Primers anys
David Boríssovitx Goldendach va néixer el 10 de març de 1870 fill de pare jueu i mare russa a Odessa, a l'actual Ucraïna, aleshores part de l'imperi rus. Als 15 anys, es va unir a les files dels revolucionaris naródniks que intentaven enderrocar l'autocràcia tsarista. Riazànov va assistir a l'escola secundària a Odessa, però va ser expulsat el 1886, no per activitat o insubordinació revolucionària, sinó per "insuficiència en grec antic".
Va viatjar a l'estranger el 1889 i el 1891 on va conèixer diversos marxistes russos que estaven construint les seves organitzacions revolucionàries allà. També es va relacionar amb August Bebel, Karl Kautsky, Eduard Bernstein, Rudolf Hilferding, Charles Rappoport, i fins i tot amb la filla de Marx, Laura i el seu marit, Paul Lafargue. Va participar com a representant de Rússia en el Congrés de Brussel·les de la Segona Internacional. Després del seu segon viatge, va ser arrestat a la frontera austro-russa l'octubre de 1891 per l'Okhrana, la policia secreta tsarista, que havia sospitat durant molt de temps la seva activitat revolucionària. Riazànov va passar 15 mesos a la presó a l'espera del judici, en el qual va ser condemnat i sentenciat a quatre anys més d'exili i treballs forçats. Després d'aquesta condemna, Riazànov va patir 3 anys d'exili administratiu sota supervisió policial a la ciutat de Chișinău, a Bessaràbia (avui part de Moldàvia)

## Primer període d'exili
El 1900, Riazànov es va exiliar. L'any següent, a Berlín, Riazànov i els seus companys van establir un petit grup marxista anomenat "Borbà" (Lluita), que va intentar unir els marxistes russos emigrants. El grup de Riazànov va ser exclòs del 2n Congrés del Partit Obrer Socialdemòcrata de Rússia que es va celebrar a Londres i a Brussel·les a l'estiu de 1903. Amb el partit dividit entre les ales bolxevic i menxevic després del congrés, Riazànov i els seus companys van negar-se a unir-se a qualsevol facció. Criticà el nou sectarisme de Lenin, el "centralisme democràtic" i l'orientació antidemocràtica en organització.
El 1903, Riazànov es va convertir en el primer escriptor que va introduir el concepte de revolució permanent a la literatura política del marxisme rus quan va publicar tres estudis a Ginebra sota el títol Materials sobre el programa del Partit dels Treballadors. Riazànov va argumentar, en oposició a les opinions de G.V. Plekhànov, que l'adveniment del capitalisme a Rússia representava una desviació fonamental del patró vist en altres llocs d'Europa. La gran dimensió i la centralització de les empreses industrials russes van suggerir a Riazànov una relativa debilitat de les classes mitjanes russes i una possibilitat significativa que hi hagués forces dins el moviment obrer rus que portassin endavant la revolució contra l'autocràcia tsarista i des de llavors seria possible al socialisme.
Riazànov va tornar a Rússia poc després de l'inici de la Revolució Russa de 1905, treballant en el moviment sindical a la capital de Sant Petersburg. La revolta va acabar en fracàs pels revolucionaris, i Riazànov va ser arrestat i condemnat a la deportació una vegada més el 1907.

## Segon període d'exili
Poc després de la seva condemna de 1907, Riazànov va emigrar a Occident. Durant aquest segon interludi a l'estranger, Riazànov es va dedicar a la recerca històrica, estudiant la història de la Primera Internacional als arxius del Partit Socialdemòcrata Alemany i al British Museum de Londres, però també la història de l'anarquisme i del moviment obrer en general. Col·laborà en el diari de l'SPD Die Neue Zeit, dirigit per Kautsky, i en el diari dels socialdemòcrates austríacs Der Kampf, dirigit per Bauer, Renner i Braun. Va estar molt relacionat amb Carl Grünberg (1861-1940), fundador de l'Archiv für die Geschichte des Sozialismus und der Arbeiterbewegung.
Mentre s'estava a Londres, Riazànov va estudiar les edicions de The New York Tribune i altres diaris, recopilant el material escrit per Karl Marx i Friedrich Engels per a la premsa periòdica. Aquest periodisme de Marx i Engels, que Riazànov va recollir minuciosament, va ser publicat en forma de llibre el 1917, una publicació que va consolidar la reputació de Riazànov com un dels principals experts mundials en la producció literària d'aquests dos teòrics del socialisme modern.
Durant el segon període d'exili de Riazànov, es va aproximar a Lev Trotski, contribuint regularment al diari editat a Viena, Pravda, d'aquest últim. Riazànov va recolzar activament la Comissió Interdistrictal de Trotski (la Mejraionka), un grup que compartia les opinions internacionals dels bolxevics sobre la qüestió de la guerra, però que no estava d'acord amb ells en qüestions organitzatives, buscant la unitat amb elements revolucionaris del camp dels menxevics.
Riazànov també va participar en la Conferència de Zimmerwald de la Segona Internacional de 1915. Allà va rebutjar tant el suport social-patriòtic a la Primera Guerra Mundial com molts avançats per molts socialistes d'Europa occidental, així com el derrotisme revolucionari avançat pels bolxevics.
Durant la guerra, Riazànov va viure a París, on va participar freqüentment en els diaris socialistes de llengua russa Golos ('La Veu") i Naixe Slovo ('El Nostre Món').

## Després de la revolució de 1917
Riazànov va tornar a Rússia després de la revolució de febrer de 1917. Allà hi va estar actiu en el si del creixent moviment sindical, ajudant a formar la Unió Ferroviària de Rússia.
Juntament amb la resta dels Mejraiontsi, Riazànov es va unir al Partit Bolxevic encapçalat per V.I. Lenin a l'agost de 1917. No obstant això, Riazànov es va oposar a la Revolució d'Octubre i es va veure implicat en un esforç per establir un govern de coalició ampli. En la mateixa línia, Riazànov es va oposar a la decisió bolxevic de dissoldre l'Assemblea Constituent elegida el gener de 1918.
El març de 1918, la decisió dels bolxevics de signar el tractat de Brest-Litovsk va fer que Riazànov renunciés al partit bolxevic, un moviment temporal que es va capgirar al cap de poc temps amb una nova sol·licitud per a l'adhesió i la readmissió.
El 1918, Riazànov va ajudar a establir l'Acadèmia Socialista de Ciències Socials, un institut que més tard va ser conegut com l'Acadèmia Comunista.
El 1920 Riazànov va assistir al 2n Congrés Mundial de la Internacional Comunista com a membre de la delegació russa.
Riazànov era aleshores un membre poc ortodox del partit comunista rus. Va assistir al 4t Congrés dels sindicats de tota Rússia el maig de 1921, en el qual va parlar a favor de la independència dels sindicats respecte del Partit Comunista. Treballant amb el dirigent sindical comunista Mikhaïl Tomski, Riazànov també va escriure una resolució que demanava que es paguessin els salaris amb productes físics més que no amb la moneda devaluada d'aquells moments.
L'escriptor francès Boris Souvarine més tard va lloar l'activitat de Riazànov en aquest període com "un marxista conscient, un comunista democràtic, és a dir, contrari a qualsevol dictadura sobre el proletariat". La defensa de banda de Riazànov de l'autonomia sindical contra la voluntat del partit va arribar a cobrar-li un preu, però, ja que Riazànov va ser exclòs de qualsevol responsabilitat política activa després de maig de 1921. A partir de llavors va assumir el paper d'un acadèmic marxista.
El 1921 Riazànov va posar en marxa l'Institut Marx-Engels, que es va convertir en una de les principals institucions de la filosofia i la història soviètiques. Riazànov es va dedicar a la recopilació i publicació dels escrits recopilats de Marx i Engels, que van servir per llançar el Marx-Engels-Gesamtausgabe (MEGA), que es va completar en 36 volums.
El 1926, l'Institut Marx-Engels, sota la supervisió de Riazànov, també va començar a publicar una col·lecció de diversos volums anomenada Arxiu Marx-Engels, que va recollir una intensa recerca sobre la biografia i els escrits dels fundadors del marxisme.
Riazànov també va editar les obres d'altres autors com Diderot, Feuerbach i Hegel. Va ser membre de la Comissió per a l'Estudi de la Revolució d'Octubre i del Partit Comunista Rus, coneguda comunament com a Istpart.
El 1929, Riazànov va ser elegit per a formar part de l'Acadèmia de Ciències Soviètica.

## Persecució, mort i llegat
El desembre de 1930, Issaak Rubin, ajudant d'investigació a l'Institut Marx-Engels des de 1926, va ser arrestat per la policia secreta soviètica i acusat de participar en un complot per establir una organització subterrània anomenada "Oficina de la Unió dels Menxevics". Com a advocat, Rubin va aconseguir inicialment evitar sucumbir a falsos càrrecs fets per l'interrogador, però no obstant això es va mantenir sota custòdia i va ser traslladat a Súzdal.
A Súzdal, Rubin va ser sotmès a una cèl·lula de càstig estreta amb prou feines més gran que un home i a la tortura de l'aïllament, amb greus efectes sobre la seva salut. Rubin va ser obligat a donar testimoniatges escrits falsos contra David Riazànov als investigadors de la policia secreta. Rubin va afirmar que havia guardat un sobre que contenia documents secrets del mític "Centre Menxevic" a la seva oficina de l'Institut Marx-Engels abans de passar-los discretament a David Riazànov. Després d'un judici presidit pel fiscal Nikolai Krilenko, Rubin va ser declarat culpable de participació en la trama i sentenciat a cinc anys de presó. Aquest testimoni obligatori de Rubin va ser utilitzat en la construcció d'un cas contra el seu antic cap, David Riazànov.
Amb el seu nom sota un núvol de sospita i amb un judici de la suposada "Unió dels Menxevics" pendent, Riazànov va ser destituït com a director de l'Institut Marx-Engels al febrer de 1931.
Poc després de la finalització del judici de març sobre l'"Oficina de la Unió dels Menxevics" - l'anomenat judici menxevic de 1931 - amb el seu prestigi esmicolat per falsos testimonis, Riazànov va ser expulsat del partit comunista i arrestat per la policia secreta, aparentment "per ajudar a l'activitat contrarevolucionària dels menxevics" .
Després de la seva detenció, Riazànov no va ser enviat als brutals camps de treball del Gulag, sinó que va ser sotmès a la deportació administrativa a la ciutat de Saràtov. A Saràtov, Riazànov va treballar durant els sis anys següents en una biblioteca universitària. L'Institut Marx-Engels de Riazànov, mentrestant, es va fusionar amb l'Institut Lenin el 1931, per formar l'Institut Marx-Engels-Lenin, sota la direcció de Vladímir Adoratski.
Durant la Gran Purga (Iejóvsxina) de 1937, Riazànov va ser arrestat de bell nou, aquesta vegada com un suposat membre d 'una "organització trotskista i oportunista de la dreta". El 21 de gener de 1938, després d'un judici ràpid, el Col·legi Militar de la Cort Suprema de l'URSS va condemnar Riazànov. a mort i va ser executat aquell mateix dia.
Riazànov va ser rehabilitat pòstumament el 1958. Va ser rehabilitat políticament el 1989 com a part de la campanya de glàsnost de Mikhaïl Gorbatxov.
Segons l'historiador Colum Leckey, la principal contribució de David Riazànov va ser en el regne de la marxologia: adquirir, preparar i publicar per primera vegada els escrits desconeguts de Karl Marx i Friedrich Engels. Entre aquestes contribucions s'hi han d'incloure les obres La ideologia alemanya, els manuscrits econòmics i filosòfics de 1844, la Crítica de la filosofia del dret de Hegel i la Dialèctica de la naturalesa.